# Gunnarskogs landskommun
Gunnarskogs landskommun var en tidigare kommun i Värmlands län.

## Administrativ historik
Kommunen inrättades i Gunnarskogs socken i Jösse härad i Värmland när 1862 års kommunalförordningar trädde i kraft den 1 januari 1863.
Vid kommunreformen 1952 bildade den "storkommun" genom sammanläggning med den tidigare kommunen Bogens landskommun. 
Landskommunen uppgick 1971 uppgick i Arvika kommun.

### Kyrklig tillhörighet
I kyrkligt hänseende tillhörde kommunen Gunnarskogs församling. Den 1 januari 1952 tillkom Bogens församling. Sedan 2010 omfattar Gunnarskogs församling samma område som Gunnarskogs landskommun efter 1952.

## Kommunvapnet
Blasonering: I fält av silver en gående, rödtungad, svart järv, åtföljd av tio gröna grankvistar, varav fem ovan och fem nedan, i båda fallen ordnade tre och två
Vapnet fastställdes 1954.

## Geografi
Gunnarskogs landskommun omfattade den 1 januari 1952 en areal av 496,53 km², varav 449,39 km² land.

### Tätorter i kommunen 1960
I Gunnarskogs landskommun fanns den 1 november 1960 ingen tätort. Tätortsgraden i kommunen var då alltså 0,0 procent.

## Politik

### Mandatfördelning i valen 1938-1966
|  | 14 |  | 4 | 5 |

| 25 |

|  | 24 |

| 25 |

| 4 | 10 | 3 | 5 | 3 |

| 25 |

|  | 15 | 5 | 6 | 3 |

| 30 |

| 2 | 14 | 2 | 6 | 6 |

| 28 |

| 14 | 5 | 4 | 7 |

| 27 |

| 15 | 7 | 4 | 4 |

| 29 |

| 13 | 9 | 3 | 5 |

| 27 |